# Tephrina inchoata
Tephrina inchoata là một loài bướm đêm trong họ Geometridae.